# Casa Memorială „Alexandru Vlahuță” din Agapia

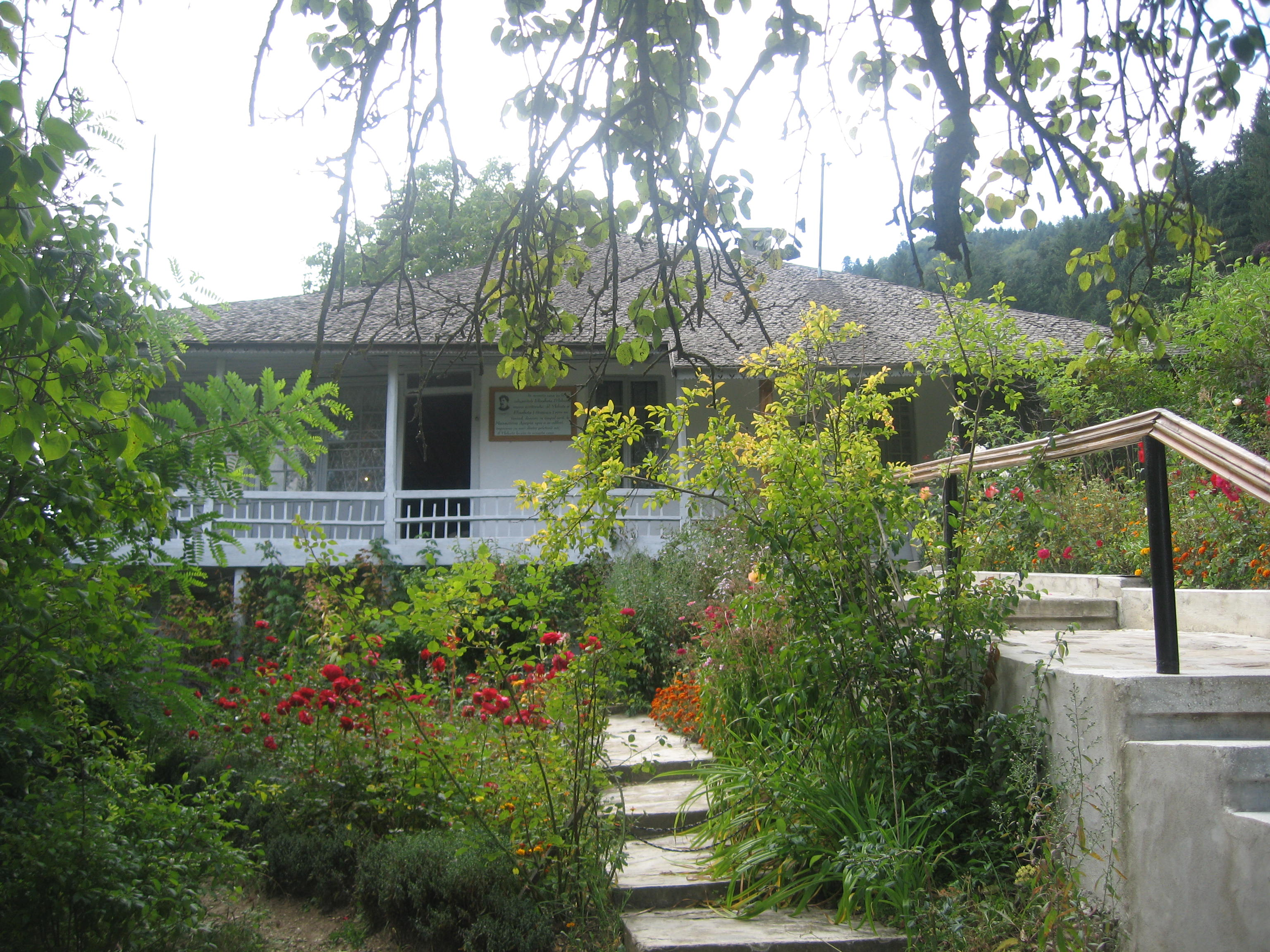
Casa memorială Alexandru Vlahuță de la Agapia.

Casa memorială Alexandru Vlahuță de la Agapia este un muzeu memorial înființat în casa în care a locuit scriitorul  Alexandru Vlahuță (1858-1919) în apropiere de Mănăstirea Agapia (județul Neamț). Casa a fost construită din lemn în anul 1885.
Casa scriitorului Alexandru Vlahuță de la Mănăstirea Agapia se află pe Lista Monumentelor Istorice din județul Neamț din anul 2004, având codul  NT-II-m-B-10628.

## Istoric
În anul 1880, după ce a rămas văduvă, sora lui Vlahuță, Elisabeta Străjescu (1850-1925), s-a călugărit la Mănăstirea Agapia. Zece ani mai târziu, în 1890, s-au călugărit și părinții săi cu numele de Elisabeta și Nectarie, apoi și un frate mai mic, cu numele de Mardarie. 
În satul mănăstiresc de lângă Mănăstirea Agapia, pe o coastă de deal aflată mai sus, maica Elisabeta Străjescu a construit o căsuță cu cerdac, unde s-a mutat ulterior și mama sa. În această casă, scriitorul Alexandru Vlahuță venea adeseori în timpul verii pentru a se odihni. Uneori, își aducea acolo și prietenii săi, printre care se număra pictorul Nicolae Grigorescu (1838-1907), cel care a pictat biserica mănăstirii.
Mitropolia Moldovei și Sucevei a efectuat lucrări de consolidare și restaurare a casei în care a locuit scriitorul. În anul 1963, în această casă a fost organizată o expoziție memorială care cuprinde mobilier original și obiecte personale ale familiei Vlahuță, precum și fotografii, scrisori și cărți care relevă aspecte semnificative din viața și creația cunoscutului scriitor. În prezent, în pridvorul casei sunt organizate cenacluri literare.
Muzeul Alexandru Vlahuță este administrat de către Mănăstirea Agapia. 

## Imagini

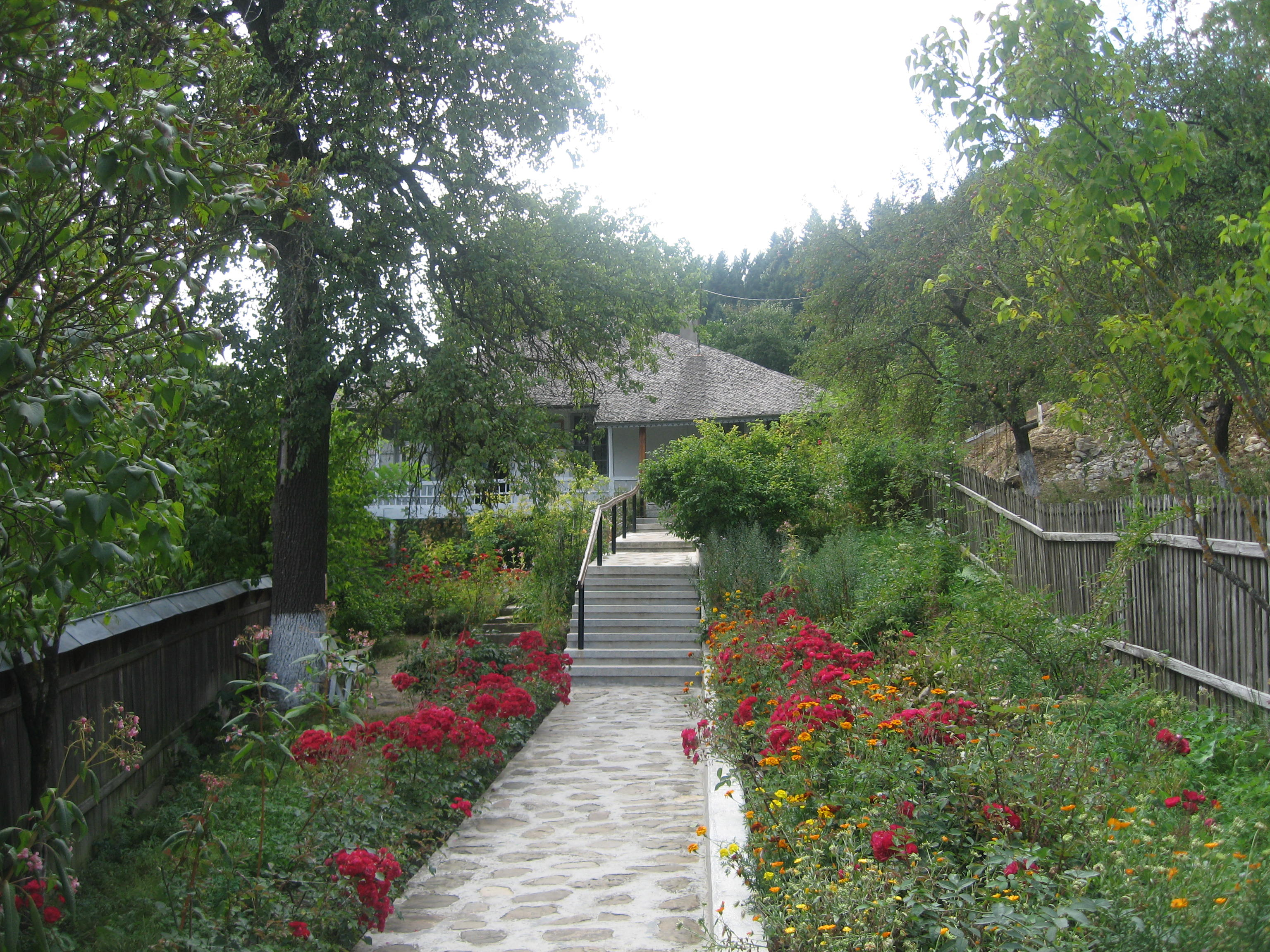
Casa memorială Alexandru Vlahuţă de la Agapia
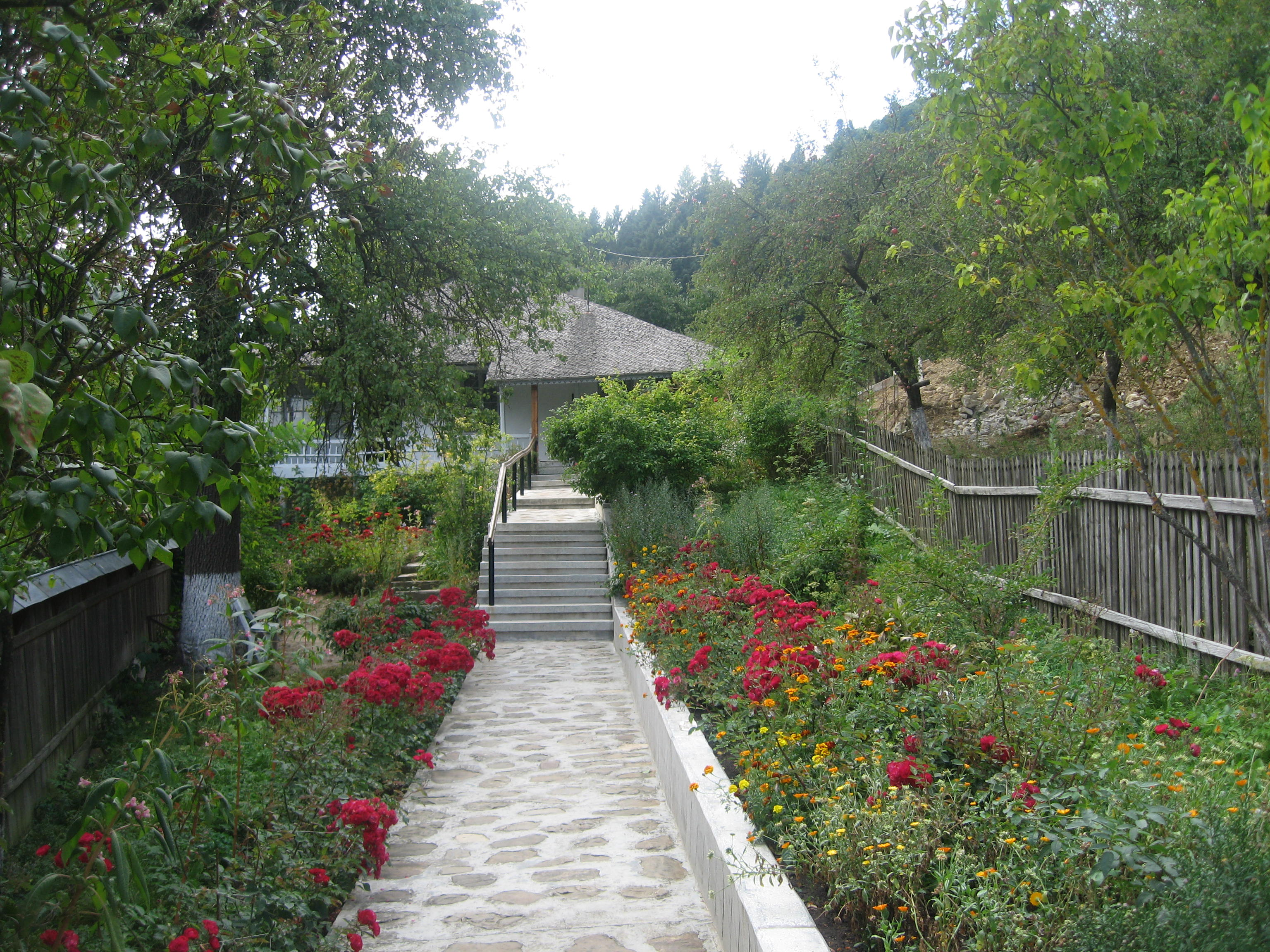
Casa memorială Alexandru Vlahuţă de la Agapia
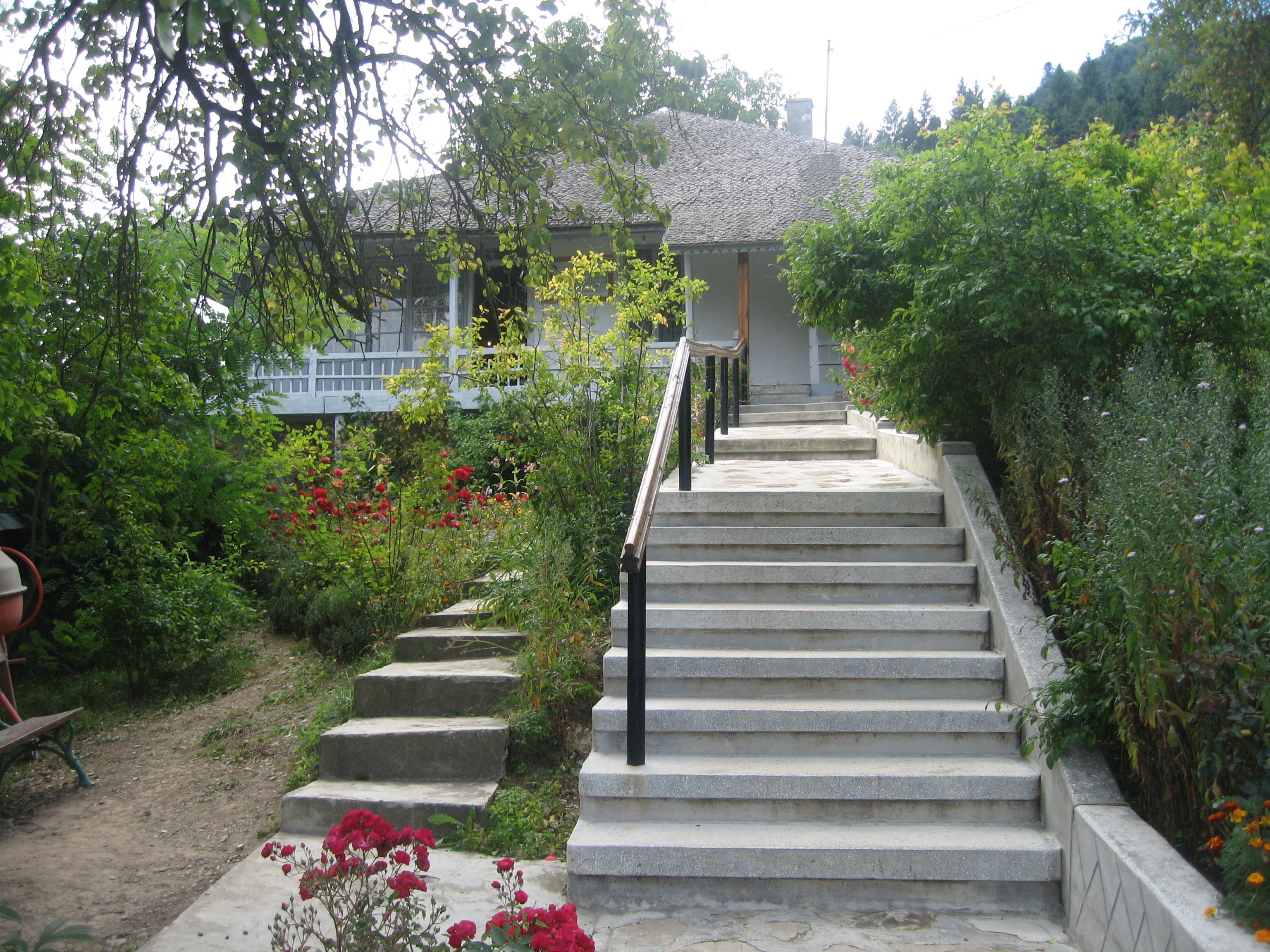
Casa memorială Alexandru Vlahuţă de la Agapia